# IJshal
Een ijshal is een overdekte hal waarin geschaatst kan worden op bijvoorbeeld een 111 meter-baan (shorttrack), 400 meter-baan (langebaan-schaatsen) of een ijshockeybaan.
In Nederland zijn relatief veel 400 meter-banen, waarvan het Thialf in Heerenveen veruit de bekendste is. Ook in bijvoorbeeld Amsterdam, Groningen, Leeuwarden, Deventer, Den Haag en Utrecht zijn banen waar vaak wedstrijden worden verreden.
Bij het langebaanschaatsen zijn grote verschillen in de kwaliteit van het ijs tussen de banen. Naast de temperatuur van het ijs is een belangrijke factor op welke hoogte een baan is gelegen. Op hooggelegen banen, zoals in Salt Lake City en de Olympic Oval in Calgary, is een lagere luchtweerstand en rijden schaatsers met dezelfde kracht op deze banen sneller dan op zogeheten 'laaglandbanen', zoals het Vikingschip in het Noorse Hamar of de banen in Erfurt en Turijn.